# John Crome

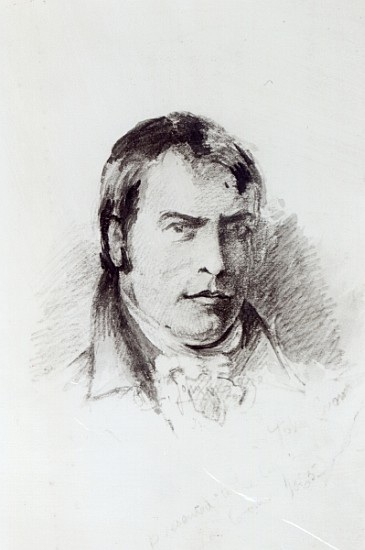
John Sell Cotman, Ritratto di John Crome

John Crome (Norwich, 22 dicembre 1768 – Norwich, 22 aprile 1821) è stato un pittore e incisore inglese.

## Biografia
Artista dell'epoca romantica, a volte è indicato come Old Crome, per distinguerlo dal figlio John Berney Crome. Era figlio di un tessitore e fu assunto come ragazzo fac-totum da un medico. Nel 1783 entrò nella bottega di un modesto pittore, di nome Francis Whisler, che gli trasmise le prime nozioni di pittura e lo avviò all'incisione delle lastre. Agli inizi Crome dipingeva insegne per attività commerciali e decorazioni sulle carrozze. Un collezionista locale gli permise di copiare paesaggi inglesi e olandesi della sua collezione privata. Dava lezioni private a ragazzi e a signore della borghesia. Fondò e divenne anche il più insigne esponente della Scuola di Norwichː in questa città Crome trascorse la vita, dipingendo e incidendo lastre, con paesaggi e con vedute di strade cittadine alberate. Creata nel 1803, la Norwich Society of Artists è considerata la più importante corrente artistica inglese di provincia.
Opere di John Crome - pitture e incisioni - sono conservate alla Tate Gallery, alla National Gallery of Scotland, allo Yale Center for British Art e soprattutto al Norwich Castle.
La sua pittura è caratteristica per i toni bruni profondi e per i verdi acidi - a volte illuminati da tocchi di rosa pallido, di rosso, di azzurro - per i cieli grigi attraversati da nubi. Dipinse anche scene di vita nella campagna: personaggi minuti, visti nelle ombrose atmosfere di boschi grandiosi. Tra i suoi dipinti spiccano, per desolata e maestosa solitudine dei luoghi, vedute con montagne brulle.
S'ispirava ai maestri danesi - in particolare a Meindert Hobbema e a Jacob van Ruisdael - e al pittore inglese Thomas Gainsborough.

## Bibliografia

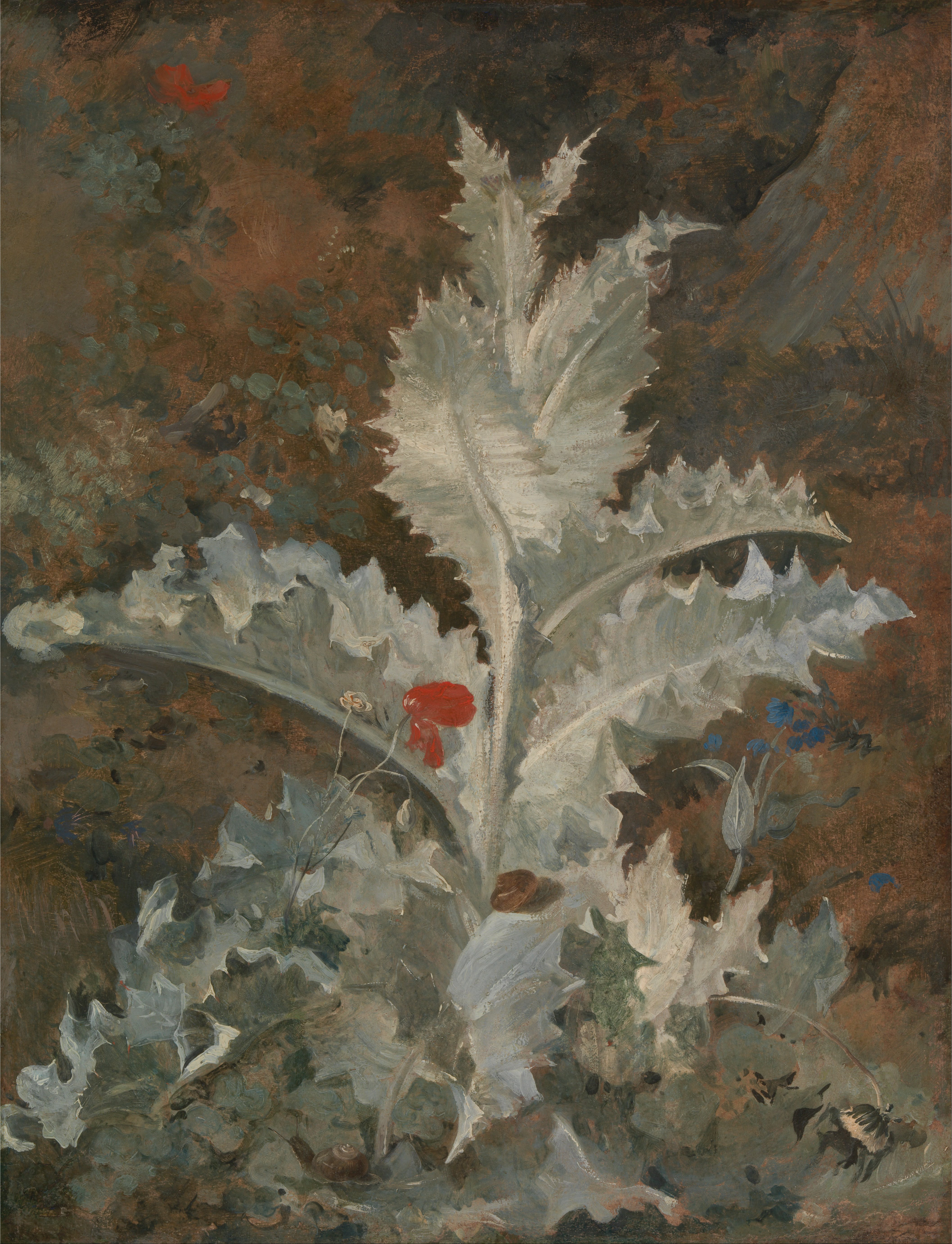
John Crome - Il cardo, Yale Center for British Art